# Cabane Louis-Amédée de Savoie
La cabane Louis-Amédée de Savoie est un ancien bivouac qui se situait sur la crête sud-ouest du Cervin à 3 835 mètres d'altitude.

## Histoire

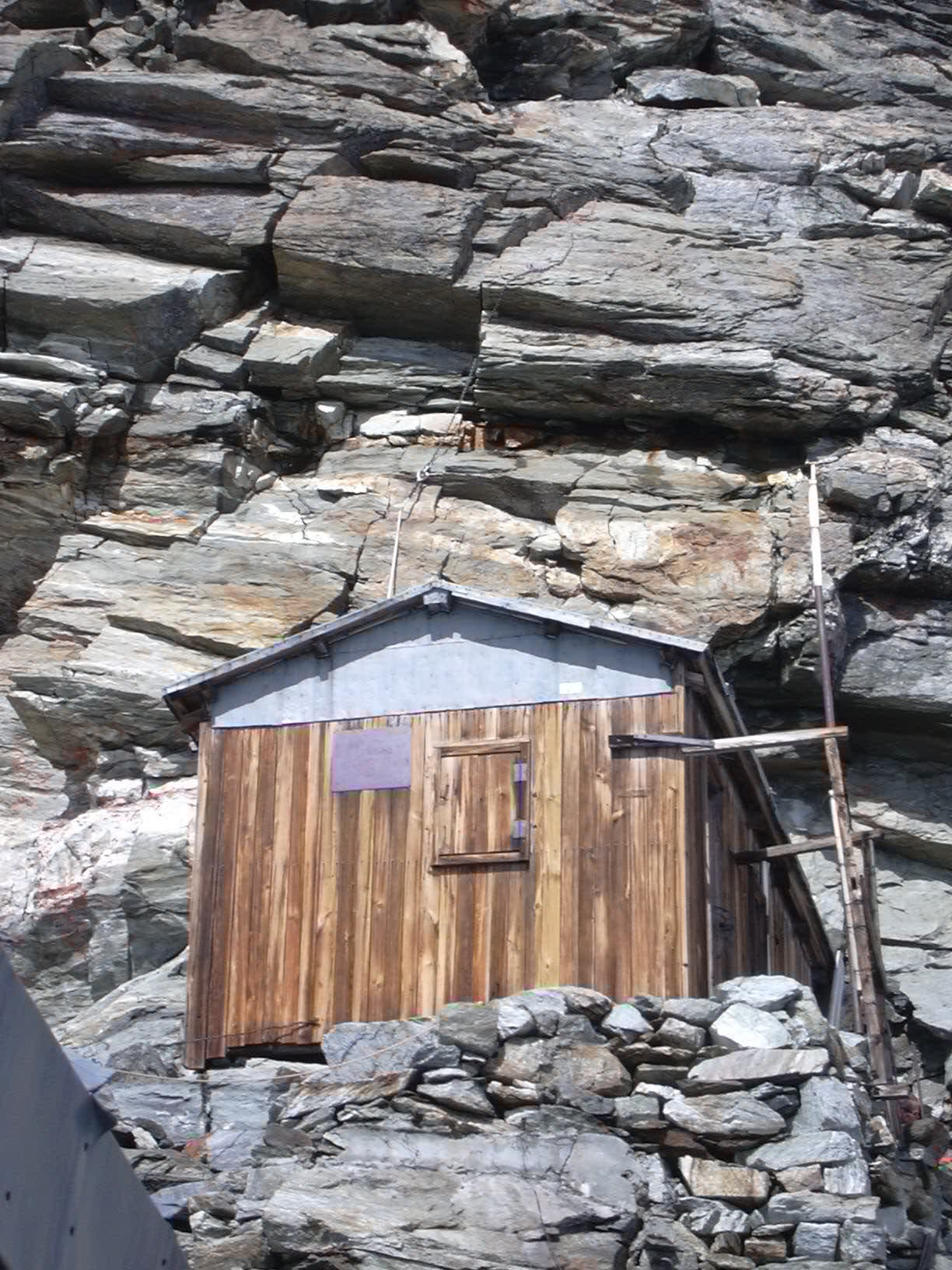
La cabane à son emplacement original.

La cabane fut construite à Turin en 1893 par le CAI et remontée aux pieds de l'arête du Lion. Elle a été le bivouac principal sur la voie normale italienne jusqu'en 1968, date de construction du refuge Jean-Antoine Carrel.
Cédée en 1995 à la Société des guides du Cervin et gravement endommagée par des éboulements en 2003, elle a été démontée et reconstruite sur la place de l'église Saint-Antoine et de la maison communale à Valtournenche, où elle est restée jusqu'en 2009, pour être transférée en face du bureau des guides au Breuil.